# Cis-3-Hexen-1-ol
cis-3-Hexen-1-ol er en farveløs olieagtig væske med en intens duft af nyslået grønt græs og blade. Der bliver produceret små mængder af stoffet i de fleste planter. cis-3-Hexen-1-ol er en meget vigtig aromaforbindelse, da det anvendes i frugt og grøntsager og i parfume. Den årlige produktion er omkring 30 tons.
cis-3-Hexen-1-ol er en alkohol og estere heraf er også vigtigt til smag og duft-råvarer. Det relaterede aldehyd er cis-3-hexenal (blad-aldehyd), som har en lignende og endnu stærkere duft, men er relativt ustabilt og der fremkommer isomerisation til den konjugerede trans-2-hexenal.
| Kemi | Spire Denne artikel om kemi er en spire som bør udbygges. Du er velkommen til at hjælpe Wikipedia ved at udvide den. |